# 仲博史
仲 博史（なか ひろし、1948年12月15日 - ）は、日本のドラマー・ボーカリストである。愛称はクマ、KUMA、KU-MA、また「伝説のドラマー・クマ」と呼ばれることもある。

## 略歴
1969年、名古屋にてギタートリオのロックバンド、ザ・ジル「THE JILL」を結成。ジャズ喫茶・米軍キャンプ等に出演。
1971年、中京大学でのステージを最後に解散。（THE JILLには音楽プロデューサー・作曲家の「三室のぼる」も在籍していた）
1970年代後半より米国に拠点を移し活動する。1979年にはザ・バンドのリック・ダンコと共演。これを機に米国の多くのミュージシャンと親交を深める。
帰国後、音楽生活の拠点となった名古屋にて、旧友のコスモスファクトリーのメンバーと共にプログレッシブ・ロックバンド「天志音」を結成。
2001年より、仲博史（ボーカル、ドラムス）、泉千（ボーカル、キーボード）、水谷ひさし（ボーカル、ギター）、山下直樹（ベース）のメンバーで限定的ではあるがライブ活動を開始。
2008年11月29日には「名古屋能楽堂」でロックバンドとしては初のコンサートを行う。

## 音楽性
ドラムと共にボーカルも担当することが多く、一貫して「LIVE指向」である。
ロールを多用するメロディアスな表現や変拍子のドラミングを得意とするが、1970年初頭に参加した「コンバインバンド」（イエローの中村純作も在籍）では、当時日本人バンドの出演が困難であったディスコ「赤坂ムゲン」への出演（R&Bを中心に演奏）など、演奏分野の範疇は広い。
度々キャッチフレーズで用いられる「伝説のドラマー・クマ」とは、帰国後、活動拠点が東京ではなく、ミュージシャンとしての生活をスタートした名古屋に戻ったことで、出演するライブハウスが「名古屋の生んだ伝説のドラマー・クマ」とパンフレットに書いたのが始まりである。

## 人物
「クマ」「クマさん」と呼ばれ、「仲博史」とは、ほとんど呼ばれていない。
米国での活動を除けば、ほとんどが「バンドマスター」としてのキャリアであり、温厚で面倒見がよく、多くのミュージシャン、バンドを育てた。これらの行為はマネージメントビジネスとしてではなく「先輩ミュージシャン」としてのボランティアであったため、巣立っていったミュージシャン達とは、非常に良好な師弟関係で結ばれている。シンセサイザー奏者の「喜多郎」が在籍したバンド「プレイロード」もその一つで、1971年に豊橋市から名古屋へ仲博史を頼って出てきた18歳のミュージシャン達であった。のちにシンセサイザー奏者として大きく成長する事となった「喜多郎」に「我が師」と敬愛を込めて呼ばれるのも、こうした経緯があるからである。還暦を過ぎて、いまなおライブのオファーは多く、すでに大半が引退している同世代のミュージシャンからは羨望の存在でもある。